# 유스틴 살라스
유스틴 델핀 살라스 고메스(스페인어: Youstin Delfín Salas Gómez, 1996년 6월 17일 ~ )는 코스타리카의 축구 선수로 포지션은 수비형 미드필더이다. 현재 A리그 멘의 클럽인 웰링턴 피닉스에서 활약하고 있다.